# Lista orașelor din Egipt
Aceasta este o listă cu cele mai mari și importante orașe din Egipt:

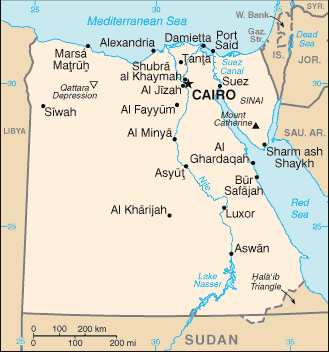
Harta Egiptului

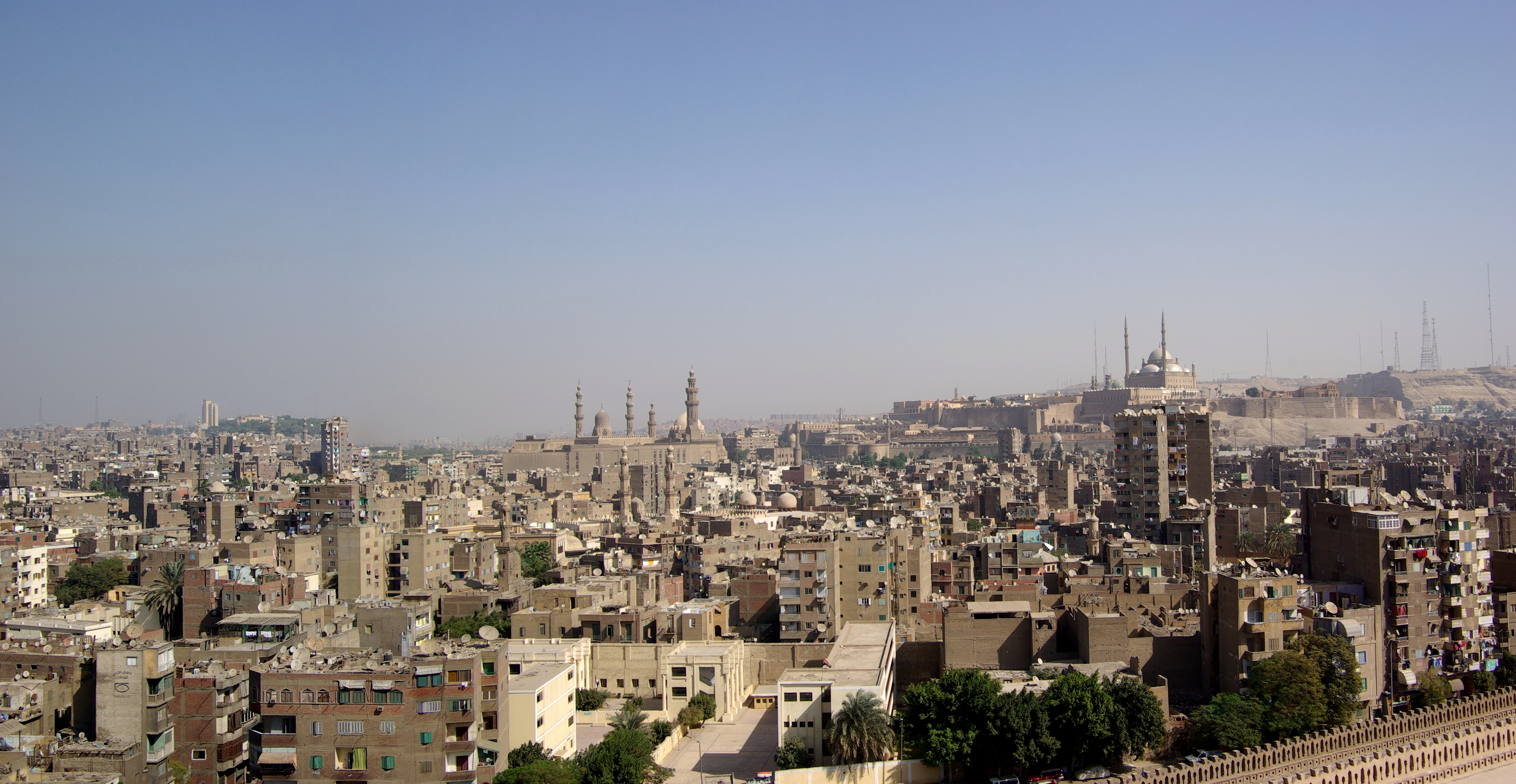
Cairo, capitala Egiptului

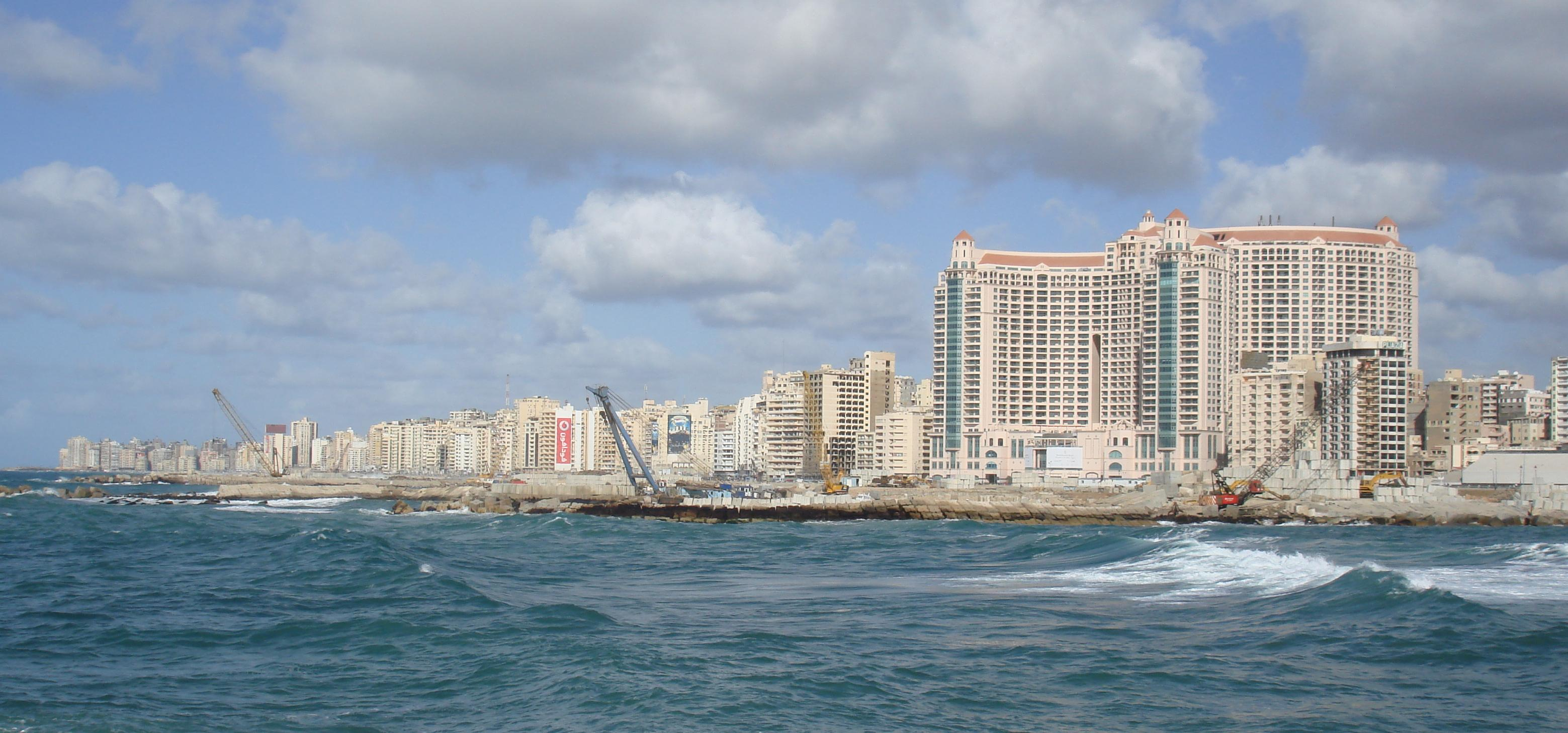
Alexandria

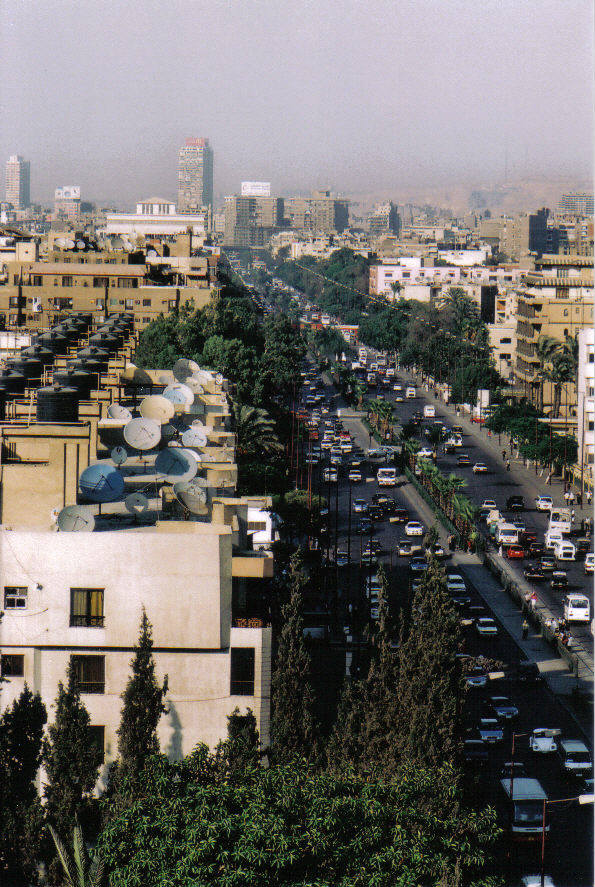
Giza

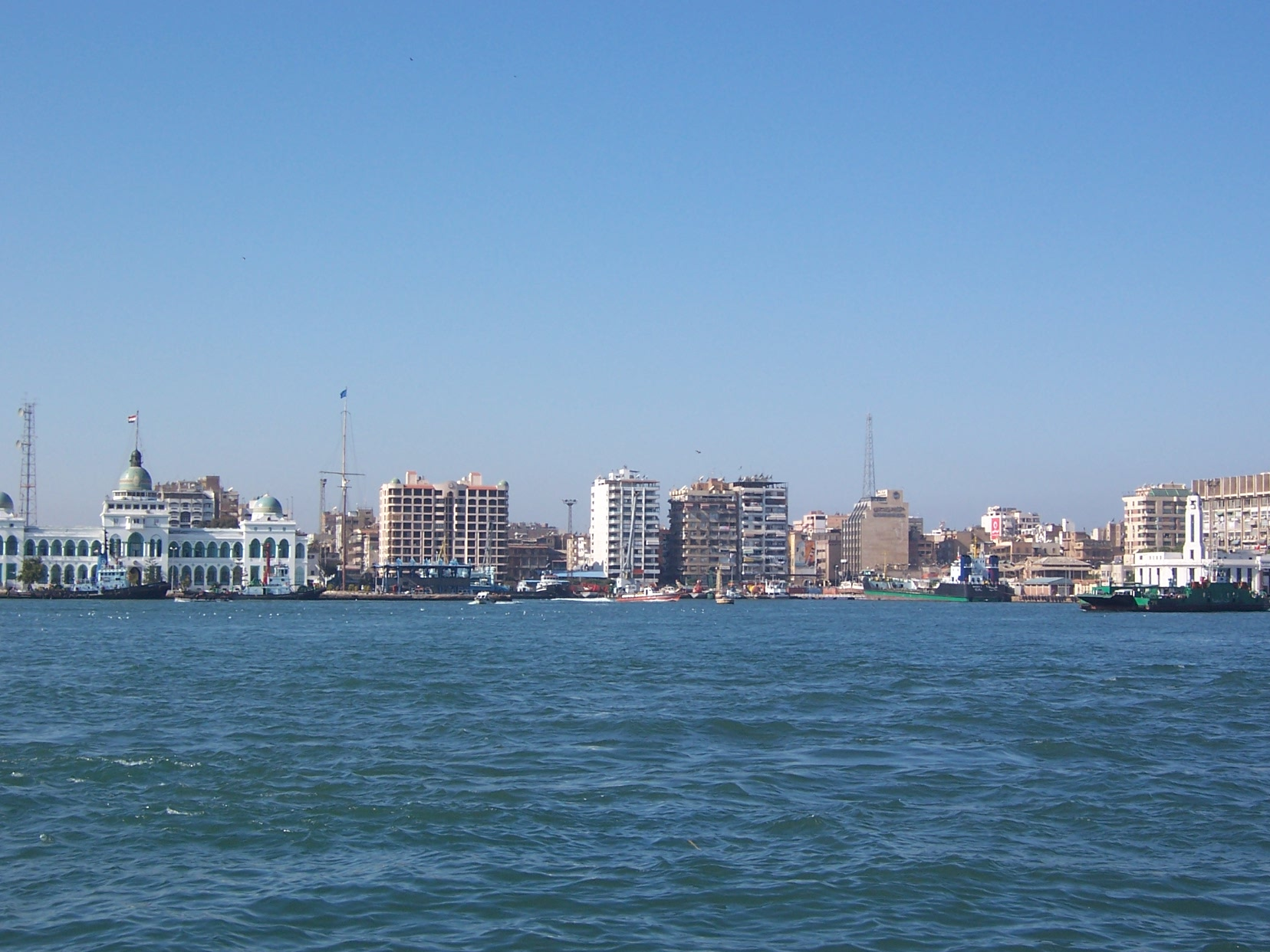
Port Said

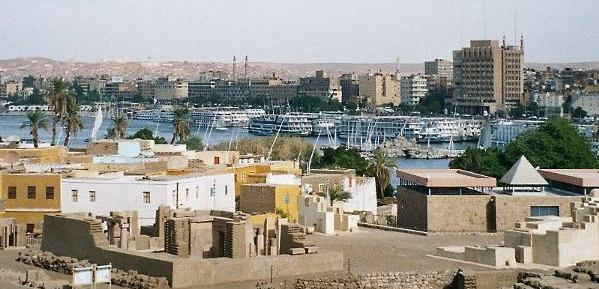
Aswan

- Abu Qirqas
- Abutig
- Akhmim
- Akoris
- Alamein
- Alexandria
- Amarna
- Ansena
- Arish
- Aswan
- Asyut
- Balyana
- Beni Hasan
- Beni Mazar
- Beni Suef
- Cairo
- Cusae
- Dairut
- Dakhla
- Damanhur
- Damietta
- Deir el-Bersha
- Deir Mawas
- Dendera
- Disuq
- Faiyum
- Fateh
- Ghanayem
- Girga
- Giza
- Hala'ib
- Hamrah Dawm
- Helwan
- Hermopolis
- Hurghada
- Idwa
- Ismaïlia
- Kafr Dawar
- Kharga Oasis
- Kom Ombo
- Luxor
- Maghagha
- El-Mahalla El-Kubra
- Mallawi
- Manfalut
- Mansoura
- Maragha
- Matai
- Marsa Matruh
- Minya
- Mit Ghamr
- Nag Hammadi
- Noubarya
- Oxyrhynchus
- Port Safaga
- Port Said
- Rosetta
- Samalut
- Sedfa
- Siwah
- Senbellawein
- Sharm el-Shaikh
- Shibin El Kom
- Shibin el-Qanater
- Shubra el-Kheima
- Sohag
- Suez
- Taba
- Tahta
- Tanta
- El Thour
- Tima
- Zagazig
- Zifta